# Tomares phychrokoilios
Tomares phychrokoilios är en fjärilsart som beskrevs av Forbes 1929. Tomares phychrokoilios ingår i släktet Tomares och familjen juvelvingar. Inga underarter finns listade i Catalogue of Life.